# Упите
Упи́те (лит. Upytė; пол. Upita) — село в Паневежском районе Литвы, в 12 км к югу от Паневежиса. Административный центр Упитского староства (Upytės seniūnija). В литовском языке upytė — это уменьшительная форма слова upė, что означает река.

## История
Впервые Упите упоминается в 1208 году, когда Земгалы и Ливы организовали захватнический поход на Упиту, но проиграли сражение. Название Упите (лат. Opiten) также упоминается в ливонской летописи 1254 года касающейся разделения исторической области Земгале между Рижским архиепископством и Ливонский орденом.
В 2004 году поселение официально отмечало свое 750-летие проведением конференции «Упитская земля: история и культура».

## Положение и общая характеристика
Через село протекает Вешета (приток Упите, бассейн Нявежис). Через Упите проходит шоссе Паневежис — Кедайняй. В селе находится Церковь Святого Карла Борромео (построена в 1878 г.), почта, медпункт, начальная школа (с 1992 г.; краеведческий музей), ее дошкольное отделение, библиотека (с 1952 г.). Памятник десятилетию независимости Литвы (построен в 1928 г.).

## Известные уроженцы
- Эрман Магон (1899—1941) — советский военный деятель, генерал-майор.
- Антанас Белазарас[лит.] (1913—1976) — литовский композитор.

## Галерея

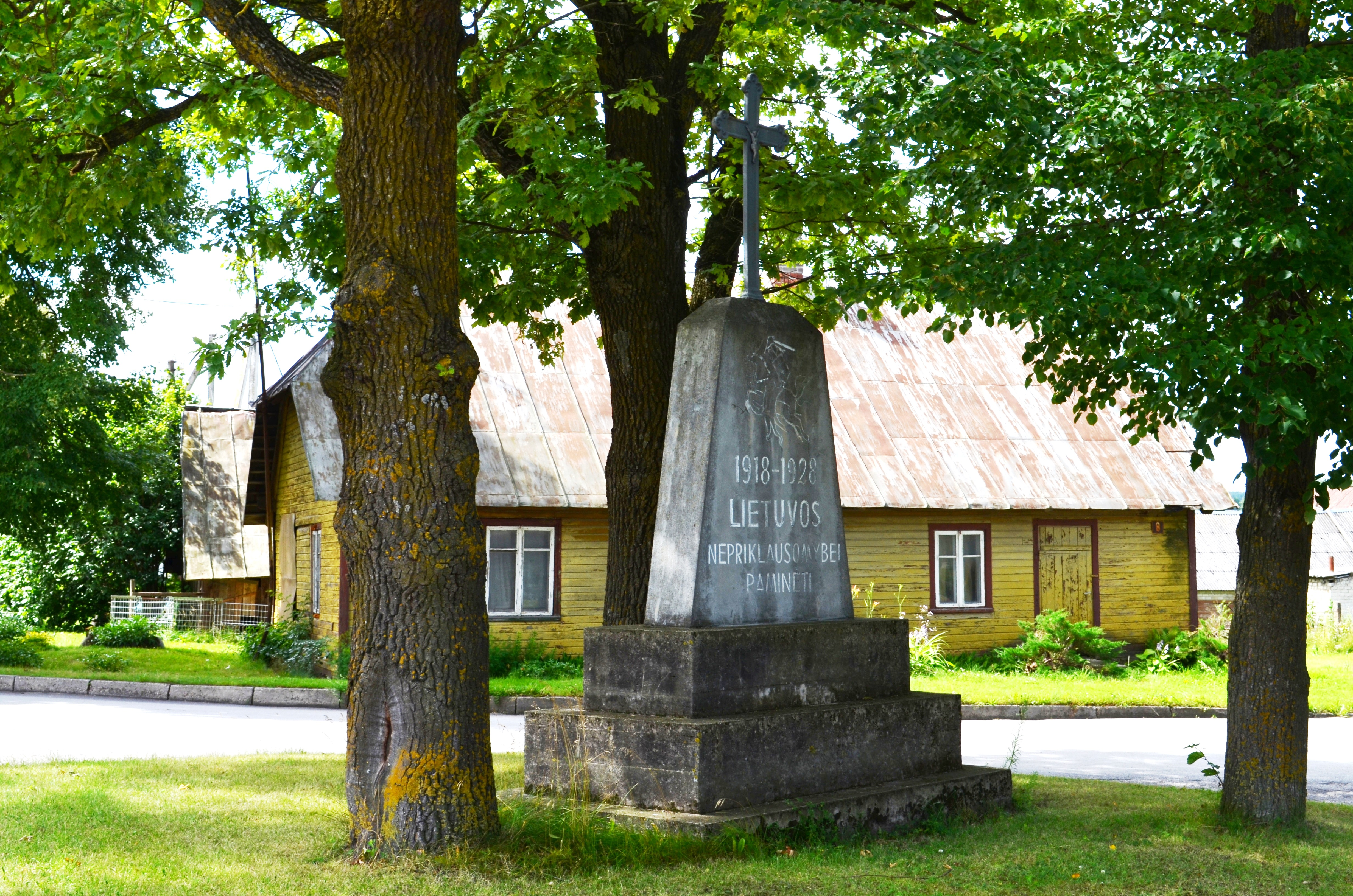
Монумент независимости
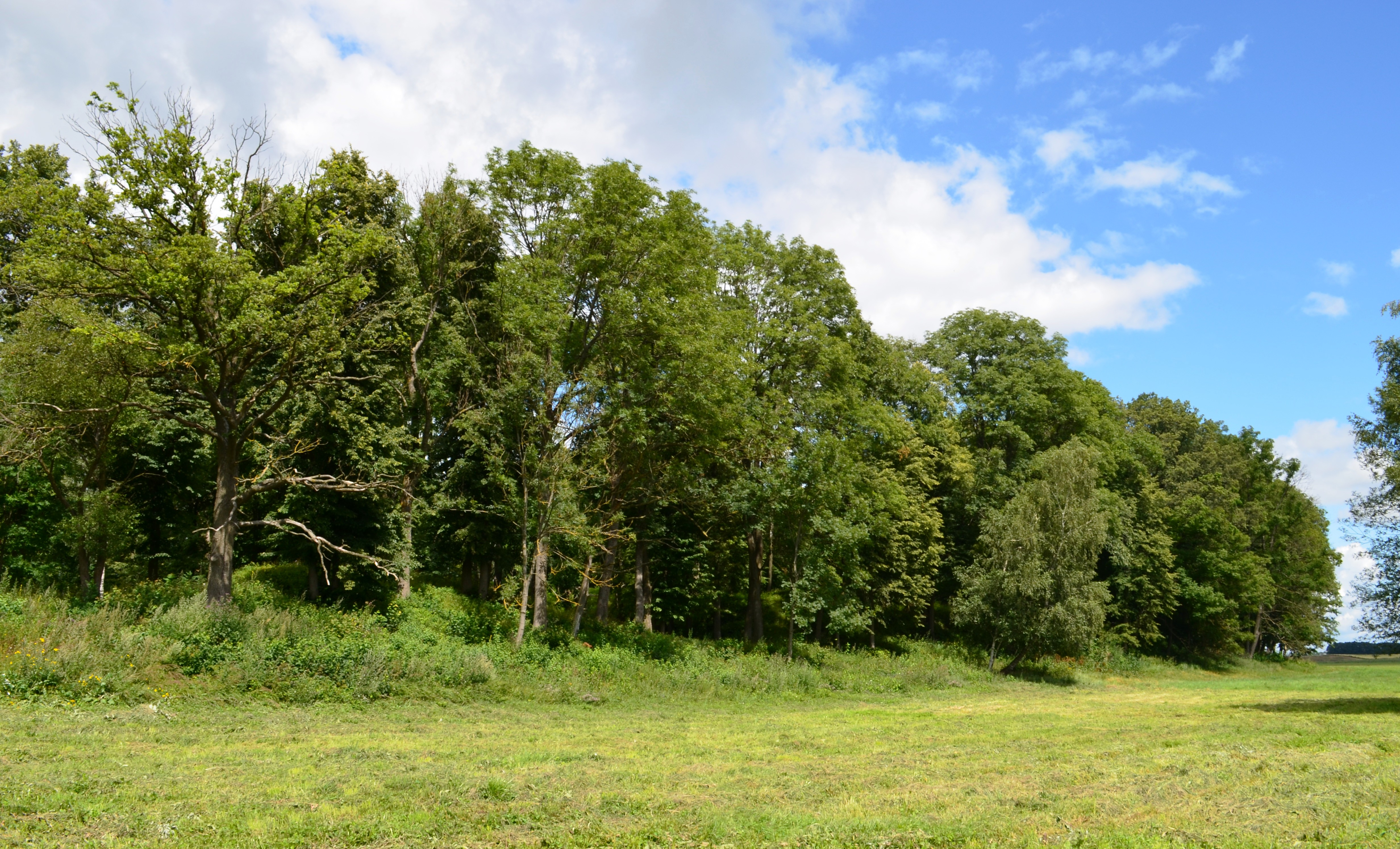
Чичинская гора
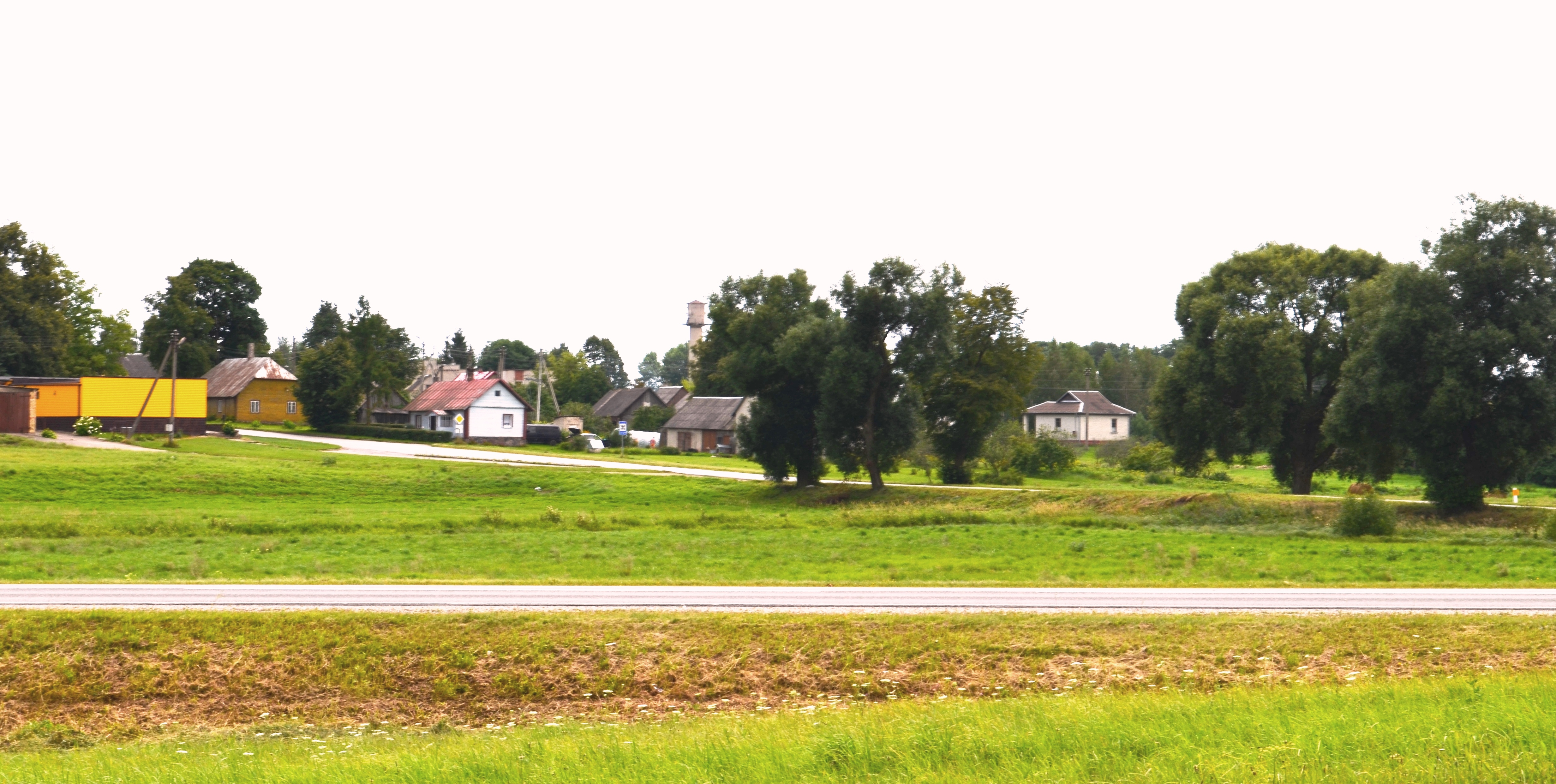
Вид на село